# Julian Strawther
Julian Lee Strawther-Cordero (Las Vegas, 18 april 2002) is een Amerikaans-Puerto Ricaans basketballer die speelt als shooting guard of small forward voor de Denver Nuggets.

## Carrière
Strawther speelde collegebasketbal voor de Gonzaga Bulldogs. Hij stelde zich in 2023 beschikbaar voor de NBA draft en werd gekozen als 29e in de eerste ronde door de Indiana Pacers. Strawther werd een dag later al betrokken in een transactie tussen 4 NBA-teams waarbij Strawther werd geruild naar de Denver Nuggets, waar hij op 6 juli 2023 een contract tekende. Andere betrokken clubs waren de Los Angeles Lakers en Oklahoma City Thunder. Andere betrokken spelers in deze transactie waren Jalen Pickett, Maxwell Lewis, Mojave King, Hunter Tyson en meerdere draftpicks. Strawther maakte op 27 oktober 2023 zijn NBA-debuut voor Denver tegen de Memphis Grizzlies. In zijn rookie-jaar werd Strawther hoofdzakelijk uitgespeeld als wisselspeler, goed voor een gemiddelde speeltijd van 10,9 minuten en 4,5 punten per wedstrijd.

## Statistieken
| Legenda | Legenda                | Legenda | Legenda                 | Legenda | Legenda               |
| ------- | ---------------------- | ------- | ----------------------- | ------- | --------------------- |
| WG      | Wedstrijden gespeeld   | WS      | Wedstrijden als starter | MPW     | Minuten per wedstrijd |
| FG%     | Fieldgoal-percentage   | 3P%     | Drie-punterpercentage   | VW%     | Vrije-worppercentage  |
| RPW     | Rebounds per wedstrijd | APW     | Assists per wedstrijd   | SPW     | Steals per wedstrijd  |
| BPW     | Blocks per wedstrijd   | PPW     | Punten per wedstrijd    | Vet     | Hoogste in carrière   |

### Regulier seizoen
| Seizoen  | Team           | WG  | WS | MPW  | FG%  | 3P%  | FW%  | RPW | APW | SPW | BPW | PPW |
| -------- | -------------- | --- | -- | ---- | ---- | ---- | ---- | --- | --- | --- | --- | --- |
| 2023/24  | Denver Nuggets | 50  | 0  | 10,9 | 36,9 | 29,7 | 71,0 | 1,2 | 0,9 | 0,3 | 0,1 | 4,5 |
| 2024/25  | Denver Nuggets | 65  | 4  | 21,3 | 43,2 | 34,9 | 82,2 | 2,2 | 1,3 | 0,6 | 0,2 | 9,0 |
| Carrière | Carrière       | 115 | 4  | 16,8 | 41,2 | 33,2 | 79,3 | 1,8 | 1,1 | 0,5 | 0,2 | 7,1 |

### Play-offs
| Seizoen  | Team           | WG | WS | MPW | FG%  | 3P%  | FW%   | RPW | APW | SPW | BPW | PPW |
| -------- | -------------- | -- | -- | --- | ---- | ---- | ----- | --- | --- | --- | --- | --- |
| 2023/24  | Denver Nuggets | 3  | 0  | 5,3 | 33,3 | 25,0 | 50,00 | 0,7 | 0   | 0,3 | 0   | 2,3 |
| 2024/25  | Denver Nuggets | 9  | 0  | 9,8 | 43,3 | 50,0 | 85,7  | 1,0 | 0,2 | 0,2 | 0,1 | 4,2 |
| Carrière | Carrière       | 3  | 0  | 5,3 | 33,3 | 25,0 | 50,00 | 0,7 | 0   | 0,3 | 0   | 2,3 |